# Minosaphaenops
Minosaphaenops is een geslacht van kevers uit de familie van de loopkevers (Carabidae). De wetenschappelijke naam van het geslacht is voor het eerst geldig gepubliceerd in 2008 door Queinnec.

## Soorten
Het geslacht Minosaphaenops omvat de volgende soorten:
- Minosaphaenops croaticus Lohaj & Jalzic, 2009
- Minosaphaenops ollivieri Queinnec, 2008